# Серце змії
«Серце змії» (рос. Сердце змеи; «Cor Serpentis») — науково-фантастична повість Івана Антоновича Єфремова, написана 1958 року.

## Сюжет
Далеке майбутнє. Екіпаж зорельота «Теллур» з планети Земля зустрічає чужий корабель у глибокому Космосі. «Чужі» дуже схожі на земних людей, але дихають не звичним землянам киснем, а фтором. Таким чином, безпосередній контакт між двома цивілізаціями небезпечний як для їх організмів, так і для матеріалів. Обидва екіпажі, повні доброзичливості, обмінюються інформацією і знаннями через прозорий екран. Потім «блідо-бронзові люди Землі і сірошкірі люди фторової планети» прощаються, і кожен зореліт продовжує свій маршрут.
У повісті автор розгорнуто описує можливість існування планетарної біосфери та високоорганізованою розумного життя — людиноподібних істот — з біохімією, заснованою на фтороводні. Повість (відповідно до внутрішньої хронології майбутнього у творах І. А. Єфремова) є сполучною ланкою між романами «Туманність Андромеди» і «Година Бика».
Твір відрізняється яскраво вираженою гуманістичною спрямованістю і вірою в історичне торжество науки і комунізму.

## Персонажі
- Мут Анг — командир зорельота «Теллур»
- Тей Ерон — помічник командира і головний астрофізик
- Карі Рам — електронний механік і астронавігатор
- Афра Деві — біолог
- Тайна Дан — хімік
- Свєт Сім — лікар
- Яс Тін — інженер пульсуючих пристроїв

## Видання
Повість вперше була надрукована 1959 року — в журналі «Юність» (№ 1) і, паралельно, в збірнику радянської НФ «Дорога в 100 парсеків». Згодом неодноразово перевидавалася, включалася до авторських збірників та антологій. Була переведена на англійську, французьку, німецьку, болгарську мову.

## Цікаві факти
- Під час польоту земної екіпаж обговорює варіанти контакту з інопланетним розумом. При цьому переказується і критикується старовинне оповідання «Перший контакт» — це твір[en] американського фантаста Маррі Лайнстера 1945 року.
- Попри далеке майбутнє і надсвітлові швидкості, герої Єфремова дивляться на стрілки циферблатів («Стрілки незліченних циферблатів почали хоровод майже осмислених рухів») і в пошуках інформації гортають довідники («Так, при плюс двадцяти градусів, — відповів, заглядаючи у довідник, Карі»), — Єфремов та інші фантасти тоді ще не передбачали розвитку рідкокристалічних дисплеїв.